# Anna Demets
Anna Demets (Kortrijk, 1 februari 1842 – Kortrijk, 15 juni 1909) was een Belgisch winkelierster en leidster van een zondagspatronaat.

## Biografie
Demets was de dochter van Adolphe Joseph Demets (Ronse, 2 maart 1811 – Kortrijk, 28 september 1842) en Julie Pauline Ameye (1811 – Kortrijk, 15 september 1848). Met haar zuster Marie hield ze een modetextielzaak open in de Persijnstraat in Kortrijk. Het feit dat Anna ongetrouwd gebleven is, bood haar de mogelijkheid, een taak als begeleidster van de Katrientjes op zich nemen. Langs die weg kwam zij in contact met Guido Gezelle, die voor die vereniging als geestelijke leider optrad. Als begeleidster zorgde zij voor elementair onderwijs, want die meisjes waren vaak ongeletterd. Maar bleek ook betrokken te zijn bij de administratie van een soort spaarregeling. Er werd nl. van het loon van die meisjes een bedrag voor de caisse de prévoyance afgehouden. Op een naamkaart van A. Demets, gericht aan Gezelle, staaft zij met bijgaande brieven en spaarboekjes, dat de Caisse d'Epargne sedert 1877 in de schoot van de patronaatsvereniging opgericht is. Demets overleed te Kortrijk op 15 juni 1909 en werd in de Onze-Lieve-Vrouwekerk te Kortrijk begraven.

## Katrientjes
De Katrientjes waren jonge meisjes die soms vanaf 10 jaar als spinster werkten in de Linière de Courtrai, een mechanische spinnerij die in 1864 opgericht werd langs de Gentsesteenweg en het pas aangelegde kanaal Bossuit-Kortrijk (vanwege de kolenaanvoer uit Henegouwen). Waarom er op de O.L.V.-parochie gekozen werd voor de heilige Catharina als beschermheilige voor deze vereniging, kan te maken hebben met het feit, dat er in de Onze-Lieve-Vrouwekerk al een Sint-Catharinakapel, de zogenaamde de Gravenkapel, bestond die graaf Lodewijk van Male in 1371 liet bouwen. Bovendien is de Catharina van Alexandrië van oudsher de patrones van de spinsters.
In het derde kwart van de 19e eeuw was de industrialisering in volle gang en trokken de steden grote massa's arbeiders uit het omliggende aan, waarbij ze in erbarmelijke omstandigheden woonden en leefden. Voor de jongere meisjes uit dat milieu zorgde de gegoede burgerij op zondag voor opvang, ook wel "patronaat" genoemd. Zo organiseerde Albéric Goethals, de directeur van de Linière de Courtrai, in een zaaltje van de Zusters van Liefde op de Kortrijkse O.L.V.-parochie een soort onderwijs (ontspanning & huishoudelijke kennis) voor zijn werkneemsters. De bedoeling was, een soort ‘verplichte volksopvoeding’ op te zetten. De meestal jonge arbeidsters werden hierdoor zoveel mogelijk van de lagere morele standaarden van de steedse achterbuurten weggehouden. Door die vaak moeilijke sociale situaties waren deze meisjes zeer gehecht aan hun vrouwelijke begeleidster, omdat ze bij haar in die vereniging juist opvang en bescherming genoten.

## Gedichtjes
Een blijk van genegenheid van die meisjes was dan ook een soort hulde voor die begeleidster ter gelegenheid van haar naamfeest (Sint-Anna wordt gevierd op 26 juli). De zo goed als ongeletterde meisjes deden daarvoor een beroep op Guido Gezelle die op de O.L.V.-parochie medepastoor was. Hij schreef dan een "kinderlijk" gedichtje, waarin de aanhankelijkheid en de afhankelijkheid van zo'n "Katrientje" tot uitdrukking gebracht werd. Voor Anna Demets zijn er heel wat van die gedichtjes van Gezelle bewaard gebleven.
- Joufvrouw Anne, ik en kanne... (van een zekere Marie ) (26.07.883)
- Sinte Anna, hooggeprezen,... (van Sylvie Bal(l)egeer ) (26.07.1876)
- Joufvrouw Anna wel besteed (onbekend) (26.07.1884)
- Joufvrouw Anne, vriend van mij (onbekend) (26.07.1884?)
- Och heilige Moeder Anna, zoete (onbekend) (26.07.1884
- Twee Marietjes, op hun knietjes (Marie Laporte en Marie Vercruysse) (26.07.1890)
- Wie kander Moeder Anna weerd vereeren, (enkele Katrientjes) (26.07.1890-1893?)
- Joufvrouw Anne, ’t is op heden (zes Katrientjes) (26.07.1891 of 1892)
- Twee schoone pietje veugelkes (zes Katrientjes) (26.07.1890 of later)
- Kon dit vogelken u spreken (vier Katrientjes) 26.07.1892 -1896)
- Wel iefvrouw Anna toch (twee Katrientjes) 26.07.1894)
- Sint Annedag, uw lief gelach...(enkele Katrientjes) (26.07.– )

Vooral uit het tweede gedicht (zie hierboven) is op te maken, wat de begeleidster van die Katrientjes-vereniging voor zo’n fabrieksmeisje kon betekenen. Sylvie Balegeer spreekt Sint Anna aan, terwijl ze in feite lof toezwaait naar haar begeleidster die Anna heet.

## Maatschappelijke betekenis
Als dame uit de burgerij zag Demets het als een sociale taak, hulp en steun te bieden aan de kwetsbaarsten (uit de fabriek) binnen een economisch systeem. Ze deed dat vanuit een christelijke overtuiging, die o.m. ook blijkt uit het feit, dat ze lid was van de "Congregatie der Damen en Jufvrouwen van het klooster der Paulinen". Men beschouwde het maatschappelijk systeem toen als een vaste orde, waarin het alleen via de noodzakelijke en plichtmatige liefdadigheid mogelijk was, de rauwe realiteit wat te verzachten.

## Literaire betekenis
Deze gelegenheidsversjes voor Katrientjes (in totaal zijn er 57 bewaard) worden vaak als oefenstukjes beschouwd: geen hoogstaande literatuur. “Er is haastig maakwerk bij, veelal gemaakt onder de druk van omstandigheden.” Alleen Aloïs Walgrave lijkt deze gelegenheidsverzen hoger in te schatten, al is het niet om de literaire kwaliteiten ervan. Gezelle zelf heeft die versjes nooit beschouwd als een bijdrage aan zijn literair oeuvre. Ze zijn wel van belang om een licht te werpen op de manier waarop hij als dichter in zijn sociale omgeving stond. "Zonder [...] zijn reputatie als dichter te ontzien heeft Gezelle zich op deze wijze voor de eenvoudigsten en armsten in zijn omgeving ingezet." Een onhistorische lezing van zijn werk, d.w.z. vroegere gebeurtenissen en situaties interpreteren vanuit hedendaagse normen en waarden, botst evenwel ook bij Gezelle op hevige kritiek: je kunt Gezelle niet beter begrijpen of waarderen door hem uit de context van zijn tijd weg te halen en hem in de maatschappelijke context van vandaag te plaatsen.

## Geraadpleegde bibliografie
- Anna Demets, Personenregister opgesteld door het Guido Gezellearchief van de Openbare Bibliotheek Brugge. Gezelle. Geraadpleegd op 8 maart 2024.
- J. Vermeulen, Gezelle in context: taal, macht en identiteit, Kantl & Gezellekring, 2021., GGA 7544r
- J. BoetsDBNL, Colligite 3, Gezelliana. Jaargang 1, p. 126-127  (1970). Colligite. Gezelliana  1

- Guido Gezelle Volledig Dichtwerk, redactie Jozef Boets, VD 7 I25 tot I39.
- Michel van der Plas, MIJNHEER GEZELLE, Biografie van een priester-dichter, Lannoo / Anthos, 1990
- Al. Walgrave , De gelegenheidsverzen van Guido Gezelle, in Dietsche Warande en Belfort, 1904, p.329-340.
- Piet Couttenier, Gezelle onhistorisch gelezen, in Spiegel der Letteren 63, 2021, nummer 3, p. 276-279.